# Adele Ajosun
Adele ou Adele Ajosun (mort en 1837) règne deux fois comme Oba de Lagos ; d'abord, de 1811 à 1821, et une deuxième fois de 1835 à 1837. Son père est Ologun Kutere et ses frères et sœurs sont Osinlokun et Akitoye, ainsi la lignée Ologun Kutere est restée la lignée dominante dans la gouvernance royale des Obas de Lagos. Le règne d'Adele coïncide avec l'essor économique, commercial et politique de Lagos dont l'attractivité rivalise puis supplante à celle de Porto-Novo et Badagry. 

## Règne mouvementé

### Contexte
La population de Lagos est estimée à 5000 entre 1780 et 1790 et passe à plus de 20.000 en 1811. Cette expansion démographique est principalement causée par l'importation d'esclaves depuis les territoires intérieurs ou causés par les différentes attaques de captation lancées par son père Ologun Kutere. Cela a pour conséquences d'apporter une importante mixité culturelle, de nouvelles croyances comme l'islam. Au décès d'Ologun Kutere, en 1807, les chefferies de Lagos désignent Adele à la succession, mais celui-ci est seulement âgé de 12 à 15 et ne reçoit pas l'approbation de l'Oba du Bénin. Une régence s'installe jusqu'en 1811.

### Accession au trône
Jusqu'ici, la succession au trône s'effectue par ordre de primogéniture, cependant Adele fait exception à cette règle. Plusieurs raisons expliquent cette particularité : il est directement nommé par Ologun Kutere comme son successeur, il est très populaire, il est soutenu par plusieurs chefs puissants.
Afin d'obtenir la reconnaissance de l'Oba du Bénin, Adele prépare une expédition afin d'escorter la dépouille de son père, Ologun Kutere, afin de l'enterrer au Bénin selon la tradition. En effet, sans cela, la passation de pouvoir n'est pas légitime. Cependant, l'expédition se retrouve prise en embuscade. Certaines versions suggèrent une action de son frère, Osinlokun, afin de priver Adele de la légitimité au trône d'Oba, d'autres versions font état d'un conflit entre Lagos et les Itsekiri. Cependant, Adele parvient à rendre les hommages auprès de l'Oba du Bénin et est désigné Oba de Lagos légitime en 1811. 
Adele monte sur le trône de Lagos après la régence d'environ 5 ans qui suit la mort de son père Ologun Kutere. Certaines sources écrites et orales notent qu'Ologun Kutere souhaite qu'Adele devienne Oba en raison de sa fidélité. L'historien Jean. B. Losi témoigne de l'attention portée aux propriétés et aux esclaves d'Ologun Kutere tandis que les frères Lander (Richard et John Lander) notent l'aptitude innée d'Adele.
Pendant le règne d'Adele, la foi islamique se répand à Lagos et la popularité de l'Oba décroit parmi les Lagosiens. Les conséquences sur la gestion et sur la politique du royaume de Lagos relèvent de l'instabilité. Certains membres de la famille royale et certains chefs se convertissent ouvertement. De plus, ses enfants introduisent le folklore de l'Egungun qui est à l'époque considéré comme inconvenant.
En 1816, il expulse son frère Osinlokun de Lagos. Trois versions sont traditionnellement données. La première version, favorable à Adele, stipule qu'Osinlokun aurait mené une révolte pour détrôner Adele et qu'il aurait perdu. La seconde version, favorable à Osinlokun, le présente comme un fils rendant visite à sa mère et refusant de rentrer à Lagos. Adele aurait alors considéré cela comme acte de rébellion et l'aurait attaqué pour finalement perdre. Osinlokun se serait alors retiré de sa propre initiative. La dernière version associe l'expulsion d'Osinlokun à une potentielle embuscade ratée en 1811, lors du voyage d'Adele vers le Bénin.  

### Destitution ou coup d'État
En 1821, Adele perd sa position d'Oba. Une version de la tradition considère que le voyage d'Adele pour rendre les hommages à l'Oba du Bénin s'est effectué vers 1820 ou 1821, et Osinlokun aurait profité d'une embuscade pour emprisonner Adele et prendre son trône. La version la plus probable évoque une destitution exigée par les chefs de Lagos qui rappellent Osinlokun et expulsent Adele.
Cette situation est le résultat d'un important déclin de sa popularité qui est probablement déjà importante en 1816, lorsqu'un conflit oppose les deux frères et provoque l'exil de l'aîné. Ce déclin est la conséquence de la politique de tolérance religieuse et culturelle d'Adele qui accepte et encourage l'introduction de nouveaux rituels, tel que l'Egungun, et de la religion islamique. 

### Gouvernance de Badagry
Adele Ajosun se retrouve exilé à Badagry où il assume la direction de la ville. La cité est jeune et l'installation d'Adele semble précipiter le réalignement diplomatique des royaumes de la région. Porto-Novo et Lagos s'associent, avec le soutien du  royaume du Dahomey, pour effectuer plusieurs attaques sur Badagry. La situation retrouve un équilibre vers 1825, lorsque Badagry devient sujet tributaire de l'empire d'Oyo. Il semble que la politique commerciale d'Adele porte ses fruits puisque plusieurs marchands Oyo situés à Lagos se détournent pour Badagry. Clapperton, un témoin direct, écrit dans son journal en 1825 : 
Il est parvenu, en quelques années, à faire de ces gens insignifiants et sujets aux incursions voisines des personnes respectées et craintes par les Alladas et Lagos.
En 1825, un navire britannique engagé dans une opération anti-esclavagiste bombarde Lagos. Cette première attaque n'est pas le fait d'une alliance avec Adele, cependant, c'est après celle-ci qu'il entre en contact avec les britanniques afin de reprendre le trône en échange d'un abandon de la traite négrière. Mais les négociations échouent. Vers 1827 il effectue des démarches similaires auprès de l'Oba du Bénin, mais ses messagers ne reviennent pas. 
En 1829, Osinlokun meurt. Adele n'est pourtant pas rappelé au trône de Lagos et c'est le fils d'Osinlokun qui y accède. Adele saisit l'opportunité pour organiser une attaque navale contre Lagos, mais échoue une fois encore. D'après les frères Landers qui le rencontre en 1830, il aurait sombré dans la dépression.  

### Conflits internes à Lagos
L'expansion de Lagos, en dehors de l'Île Lagos, provoque des conflits internes qui tournent en faveur d'Adele. Ce dernier apporte son soutien aux Egba en leur fournissant des armes à feu, puis en intervenant avec ses propres forces. Lors de ces attaques, il reprend les villages d'Ilobi et Igbeji, sujets de Lagos. Cette victoire permet d'assurer la protection de la route qui relie Badagry à Oyo. Ce qui permet à Adele de sécuriser d'importantes relations diplomatiques et rétablir un contact avec Benin.
En effet, rien ne permet d'affirmer qu'Osinlokun ou son fils Idewu Ojulari ont obtenu la reconnaissance de l'Oba du Bénin en tant qu'Oba de Lagos. Cette prise de contact est le déclenchement d'une série d'événements qui pousseront le Bénin à intervenir. À Lagos, les conflits internes gonflent le mécontentement au point que les chefs mandatent l'Oba du Bénin afin de destituer Idewu.
Après qu'Oba Idewu Ojulari ait été contraint par l'Oba du Bénin (1834 ou 1835) de se suicider rituellement, le frère d'Idewu, le prince Kosoko, aurait dû être nommé roi. Cependant, la nature impétueuse de Kosoko empêche Eletu Odibo de l'installer sur le prône. En effet, Kosoko aurait pris une femme déjà fiancée à Eletu Odibo, provoquant une querelle importante. En conséquence, Adele (oncle de Kosoko et Idewu) est invitée de Badagry à devenir Oba ,.

## Mariage avec Efunroye Tinubu
Lors d'une visite à Abeokuta en tant qu'Oba exilé en 1833, Adele tombe sous le charme de Efunroye Tinubu et l'épouse. Ils emménagent à Badagry, qui est traditionnellement le lieu de refuge des monarques de Lagos et où Tinubu tire profit des relations d'Adele pour développer une entreprise de commerce de tabac, de sel et d'esclaves.

## Décès
Adele meurt en 1837 et est remplacé comme Oba par son fils, Oluwole.